# 綦忙古台
綦忙古台（?—?），綦姓，元朝益都路乐安县人，綦公直第三子。
其父征伐南宋时，他曾攻占梅关，击破淮德山寨，率军攻入广东，至南海。忽必烈本来想让忙古台的哥哥綦泰袭万户。綦公直自陈其父年老，请以綦泰为乐安县尹，于是以忙古台袭万户，佩金虎符，随父亲镇守别失八里。至元二十三年（1286年），海都之乱，忙古台的五弟綦瑗力战而死，綦公直夫妇与忙古台失陷于叛军之中，次年返回后，被授以定远大将军、中侍卫亲军副都指挥使。后改任湖州炮手军匠万户，因征讨衢州山贼有功，加封为昭勇大将军。

## 延伸阅读
[在维基数据编辑]
 《新元史/卷166》，出自柯劭忞《新元史》